# Stenasellus cambodianus
Stenasellus cambodianus là một loài chân đều trong họ Stenasellidae. Loài này được Boutin & Magniez miêu tả khoa học năm 1985.